# Колю Котовски
Колю Ненов Котовски (Лозан) е участник в комунистическото партизанско движение по време на Втората световна война. Български партизанин.

## Биография
Колю Котовски е роден през 1903 г. в с. Ведраре, Карловско. Като дете остава кръгъл сирак. Учи коларо-железарски занаят. Работи в родното си село. Приет за член на БКП през 1927 г.
Участва в комунистическото партизанско движение по време на Втората световна война. При мобилизация в Окупационния корпус преминава в нелегалност. Партизанин в състава на Средногорския партизански отряд „Христо Ботев“ от началото на 1942 година. Участва в многобройни бойни акции.
На 3 декември 1943 г. в местността „Байра“ от землището на с. Васил Левски, Карловско, загива в бой с армейски и полицейски подразделения заедно с Дечо Бутев (Щокман) и Васил Гънчев (Любчо).